# Stötbotten (fyr)
Stötbotten är en fyr i Östersjön ca 2,5 nautiska mil öster om Oskarshamn i Småland.

## Fyren byggs 1981
Den 26 juni 1981 bogserade fartyget M/S Poseidon den 22,5 meter höga fyrkassunen till sin position ca 2,5 sjömil ut i farleden som leder in till Oskarshamns hamn. Kassunen placerades på drygt nio meters djup och fyrljusets höjd hamnade därmed drygt 12 meter över havsytan. Fyren är av typen ledfyr och dess fyrljus är synligt omkring 13 sjömil.
Stötbottens fyr ersatte en lysboj som tidigare fanns på platsen.

## Historiska grundstötningar
Fyren underlättar navigering förbi grundet Flatbottnarna strax söder om fyren. Vid detta grund har bl.a. ångfartyget Sofia grundstött år 1876. Fartyget trafikerade rutten Oskarshamn-Visby och var den 27 februari på väg till in till Oskarshamn då blåst och drivis tvingade fartyget på grund. Fartyget stod hårt på och hade dessutom sprungit läck. Först dagen efter grundstötningen lyckades man få passagerare och post iland med hjälp av båtar från Oskarshamn. Den 3 mars lyckades man bärga själva fartyget som reparerades vid Oskarshamns varv.